# Rennrodel-Weltmeisterschaften 1965
Die 9. Rennrodel-Weltmeisterschaften 1965 fanden am 6. und 7. Februar in Davos in der Schweiz statt.

## Einsitzer der Frauen
| Platz | Land             | Sportlerin        | Zeit    |
| ----- | ---------------- | ----------------- | ------- |
| 1     | DDR              | Ortrun Enderlein  | 2:52,82 |
| 2     | DDR              | Petra Tierlich    | 2:53,93 |
| 3     | DDR              | Ilse Geisler      | 2:55,04 |
| 4     | DDR              | Barbara Winter    | 2:55,24 |
| 5     | Österreich       | Helene Thurner    | 2:55,86 |
| 6     | Italien          | Erika Außendorfer | 2:57,64 |
| 7     | Tschechoslowakei | Alena Švadlenová  | 2:58,12 |

Weitere Reihenfolge
| Platz | Sportlerin            | Land |
| ----- | --------------------- | ---- |
| 8     | Ute Gähler            | FRG  |
| 9     | Christa Schmuck       | FRG  |
| 10    | Hana Nesvadbová       | CSK  |
| 11    | Irena Kawa            | POL  |
| 12    | Karoline Leitner      | AUT  |
| 13    | Irena Kowalska        | POL  |
| 14    | Anelies Vaterova      | CSK  |
| 15    | Erika Prugger         | ITA  |
| 16    | Traudl Brambück       | FRG  |
| 17    | Gertrud Beer          | FRG  |
| 18    | Erika Haller-Leitner  | ITA  |
| 19    | Elsa Lechner          | ITA  |
| 20    | Silvia Vanoni         | CHE  |
| 21    | Elfriede Wäger        | AUT  |
| 22    | Burgi Wieser          | AUT  |
| 23    | Doris Kistler         | CHE  |
| 24    | Elisabeth Nagele      | CHE  |
| 25    | Franziska Amstein     | CHE  |
| 26    | Jacqueline Barasinski | FRA  |
| 27    | Irena Raney           | AUT  |
| 28    | Ruth Kistler          | CHE  |
| 29    | Christa Matthias      | FRG  |
| 30    | Rösi Stauffer         | CHE  |
| 31    | Romana Insam          | ITA  |
| 32    | Kati Ovseniek         | YUG  |

## Einsitzer der Männer
| Platz | Land             | Sportler                | Zeit    |
| ----- | ---------------- | ----------------------- | ------- |
| 1     | BRD              | Hans Plenk              | 4:59,89 |
| 2     | Polen            | Mieczysław Pawełkiewicz | 5:02,28 |
| 3     | Italien          | Giovanni Graber         | 5:03,32 |
| 4     | Tschechoslowakei | Horst Urban             | 5:03,67 |
| 5     | Italien          | Karl Prinoth            | 5:06,21 |
| 6     | DDR              | Michael Köhler          | 5:08,40 |
| 7     | Polen            | Stanisław Paczka        | 5:08,70 |
| 8     | DDR              | Thomas Köhler           | 5:10,69 |
| 9     | Italien          | Walter Außendorfer      | 5:10,90 |
| 10    | DDR              | Horst Hörnlein          | 5:11,00 |

Weitere Reihenfolge
| Platz | Sportler                 | Land |
| ----- | ------------------------ | ---- |
| 11    | Helmut Thaler            | AUT  |
| 12    | Raimund Prinoth          | ITA  |
| 13    | Manfred Schmid           | AUT  |
| 14    | Anton Venier             | AUT  |
| 15    | Ulrich Jucker            | CHE  |
| 16    | Walter Eggert            | GDR  |
| 17    | Martin Köck              | FRG  |
| 18    | Hermann Kammerer         | FRG  |
| 19    | Karl Hofer               | ITA  |
| 20    | Albert Gufler            | AUT  |
| 21    | Hermann Knüppel          | FRG  |
| 22    | Siegfried Mair           | ITA  |
| 23    | Wolfram Mehl             | FRG  |
| 24    | Rolf Greger Strøm        | NOR  |
| 25    | Emil Egli                | CHE  |
| 26    | Ewald Walch              | AUT  |
| 27    | Andrea Gadmer            | CHE  |
| 28    | Helmut Vollprecht        | GDR  |
| 29    | Uno Stjernstrøm          | NOR  |
| 30    | Jan Axel Strøm           | NOR  |
| 31    | Christian Hallén-Paulsen | NOR  |
| 32    | Beat Häsler              | CHE  |
| 33    | Karl Infanger            | CHE  |
| 34    | Per-Ulf Helander         | SWE  |
| 35    | Rudolf Bichler           | AUT  |
| 36    | Borislav Hanák           | CSK  |
| 37    | Klaus Halbauer           | GDR  |
| 38    | Pierre Martzolff         | FRA  |
| 39    | Ernst Mair               | ITA  |
| 40    | Roland Urban             | CSK  |
| 41    | Johan Christian Strøm    | NOR  |
| 42    | Jan Hamřík               | CSK  |
| 43    | Jean-Pierre Gottschall   | CHE  |
| 44    | Sven Erik Tronson        | NOR  |
| 45    | Wolfgang Scheidel        | GDR  |
| 46    | Mirko Decmann            | YUG  |
| 47    | Tom Ellenger             | USA  |
| 48    | Michel Joubert           | FRA  |
| 49    | Robert Gottschall        | CHE  |
| 50    | Ivar Bjare               | SWE  |
| 51    | Hans Nägele              | LIE  |
| 52    | Ciril Rozmann            | YUG  |
| 53    | Jakob Rozmann            | YUG  |
| 54    | Rolf Birger              | SWE  |
| 55    | Keith Schellenberg       | GBR  |
| 56    | Bernhard Baumgartner     | CHE  |
| 57    | Paul Baudoin             | FRA  |
| 58    | Victor Mencinger         | YUG  |
| 59    | Hans Christian Elness    | NOR  |
| 60    | Josef Nägele             | LIE  |
| 61    | Jacques Clavel           | FRA  |
| 62    | Matías Stinnes           | ARG  |
| 63    | Jack Elder               | USA  |
| 64    | Gordon Porteus           | GBR  |
| 65    | Purvis McDougall         | CAN  |
| 66    | Gerald Mahoney           | USA  |
| 67    | Henri Josserand          | FRA  |
| 68    | Ruedi Hanselmann         | LIE  |
| 69    | Magnus Schädler          | LIE  |
| 70    | D’Arcy Coulson           | CAN  |
| 71    | Patrick Brady            | USA  |
| DNF   | Wolfgang Winkler         | FRG  |
| DNF   | Buddy Feltmann           | USA  |
| DNF   | Paolo Ambrosi            | ITA  |
| DNF   | Josef Feistmantl         | AUT  |
| DNF   | Fritz Nachmann           | FRG  |
| DNF   | Reinhold Senn            | AUT  |
| DNF   | Jan Munning              | NLD  |
| DNF   | Bogdan Fedorczyk         | POL  |

## Doppelsitzer der Männer
| Platz | Land       | Sportler                          | Zeit    |
| ----- | ---------- | --------------------------------- | ------- |
| 1     | DDR        | Wolfgang Scheidel, Michael Köhler | 1:23,81 |
| 2     | DDR        | Klaus Bonsack, Thomas Köhler      | 1:24,64 |
| 3     | DDR        | Horst Hörnlein, Rolf Fuchs        | 1:25,67 |
| 4     | BRD        | Manfred Ertelt, Albert Ertelt     | 1:27,47 |
| 5     | Italien    | Siegfried Mair, Ernst Mair        | 1:28,26 |
| 6     | Österreich | Helmut Thaler, Albert Gufler      | 1:28,37 |

Weitere Reihenfolge
| Platz | Sportler                                 | Land |
| ----- | ---------------------------------------- | ---- |
| 7     | Anton Venier, Ewald Walch                | AUT  |
| 8     | Wolfgang Winkler, Leonhard Eham          | FRG  |
| 9     | Walter Außendorfer, Karl Psenner         | ITA  |
| 10    | Hans Plenk, Josef Hasenknopf             | FRG  |
| 11    | Walter Eggert, Helmut Vollprecht         | GDR  |
| 12    | Karl Prinoth, Raimund Prinoth            | ITA  |
| 13    | Vaclav Hynek, Jan Hamřík                 | CSK  |
| 14    | Johann Graber, Paolo Ambrosi             | ITA  |
| 15    | Christian Hallén-Paulsen, Jan-Axel Strøm | NOR  |
| 16    | Rolf Greger Strøm, Johan Cristian Strøm  | NOR  |
| 17    | Andrea Gadmer, Bernhard Baumgartner      | CHE  |
| 18    | Buddy Feltmann, James Higgins            | USA  |
| 19    | Karl Infanger, Freddy Hess               | CHE  |
| 20    | Johann Feistmantl, Manfred Stengl        | AUT  |
| 21    | Per-Ulf Helander, Ivar Bjare             | SWE  |
| 22    | Max Thüler, Ueli Roth                    | CHE  |
| 23    | Emil Egli, Hans Heinrich Bosshard        | CHE  |

## Medaillenspiegel
| Platz | Land                            | Gold | Silber | Bronze | Gesamt |
| ----- | ------------------------------- | ---- | ------ | ------ | ------ |
| 1     | Deutsche Demokratische Republik | 2    | 2      | 2      | 6      |
| 2     | BR Deutschland                  | 1    | 0      | 0      | 1      |
| 3     | Polen                           | 0    | 1      | 0      | 1      |
| 4     | Italien                         | 0    | 0      | 1      | 1      |